# Kathedralbasilika St. Josef (Edmonton)

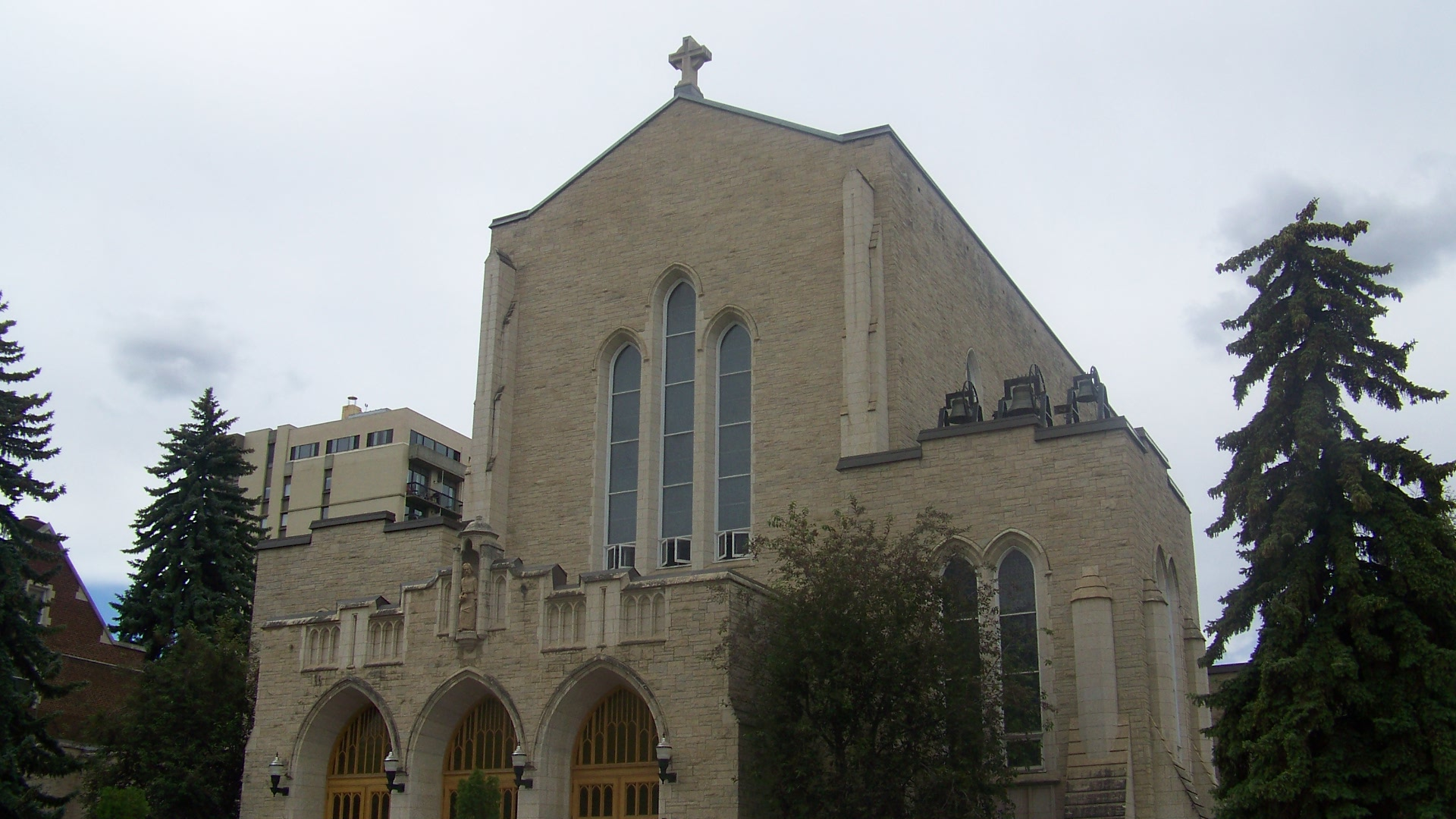
Fassade der Basilika St. Josef

Die Kathedralbasilika St. Josef (englisch St. Joseph’s Basilica) ist eine römisch-katholische Kirche in Edmonton, Kanada. Sie ist die Kathedrale des Erzbistums Edmonton. Die unter dem Patrozinium des hl. Josef von Nazaret stehende Kirche trägt zusätzlich den Titel einer Basilica minor.

## Geschichte
Die Pfarrei St. Josef entstand 1913 in der wachsenden Stadt Edmonton als englischsprachige Abspaltung der danach nur mehr frankophonen Pfarrei St. Joachim. Es wurde mit dem Bau der Krypta der zukünftigen Pfarrkirche an der Nordseite des North Saskatchewan River begonnen, 1917 erfolgte die Abpfarrung. Nachdem unter Erzbischof Legal zunächst die St.-Antonius-Kirche als Pro-Kathedrale der Erzdiözese benannt worden war, bestimmte im Jahre 1925 Erzbischof Henry Joseph O’Leary St. Josef als zukünftige Kathedrale. Das Grundstück für eine Kirche mit mehr als 1000 Plätzen wurde von der Hudson Bay Company gekauft. Aus finanziellen Gründen konnte die Gemeinde nur die Krypta fertigstellen. Trotzdem war aufgrund der beiden Weltkriege und der Weltwirtschaftskrise die Pfarrei bis 1940 nicht frei von den Bauschulden. Erst im Frühjahr 1960 beschloss Erzbischof John Hugh MacDonald, mit dem Bau der oberen Ebene der Kirche fortzufahren, um den ursprünglichen Plan einer Kathedralkirche nach neuen Plänen von 1954 des Architekten Henri LaBelle aus Montreal und seines lokalen Partners Eugene Olekshy umzusetzen. Die Weihe erfolgte durch Erzbischof Anthony Jordan am 1. Mai 1963, dem Fest des Hl. Josef des Arbeiters. Am 15. März 1984 erhielt die Kathedrale durch Papst Johannes Paul II., der noch im gleichen Jahr die Kirche besuchte, zusätzlich den Titel einer Basilica minor.
Zunächst war die Kathedrale 24 Stunden für das Gebet der Gläubigen geöffnet. Diese Praxis wurde aufgegeben, nachdem ein Brandstifter am Morgen des 28. Februar 1980 im Innern der Kirche Feuer gelegt und einen Brand ausgelöst hatte. 

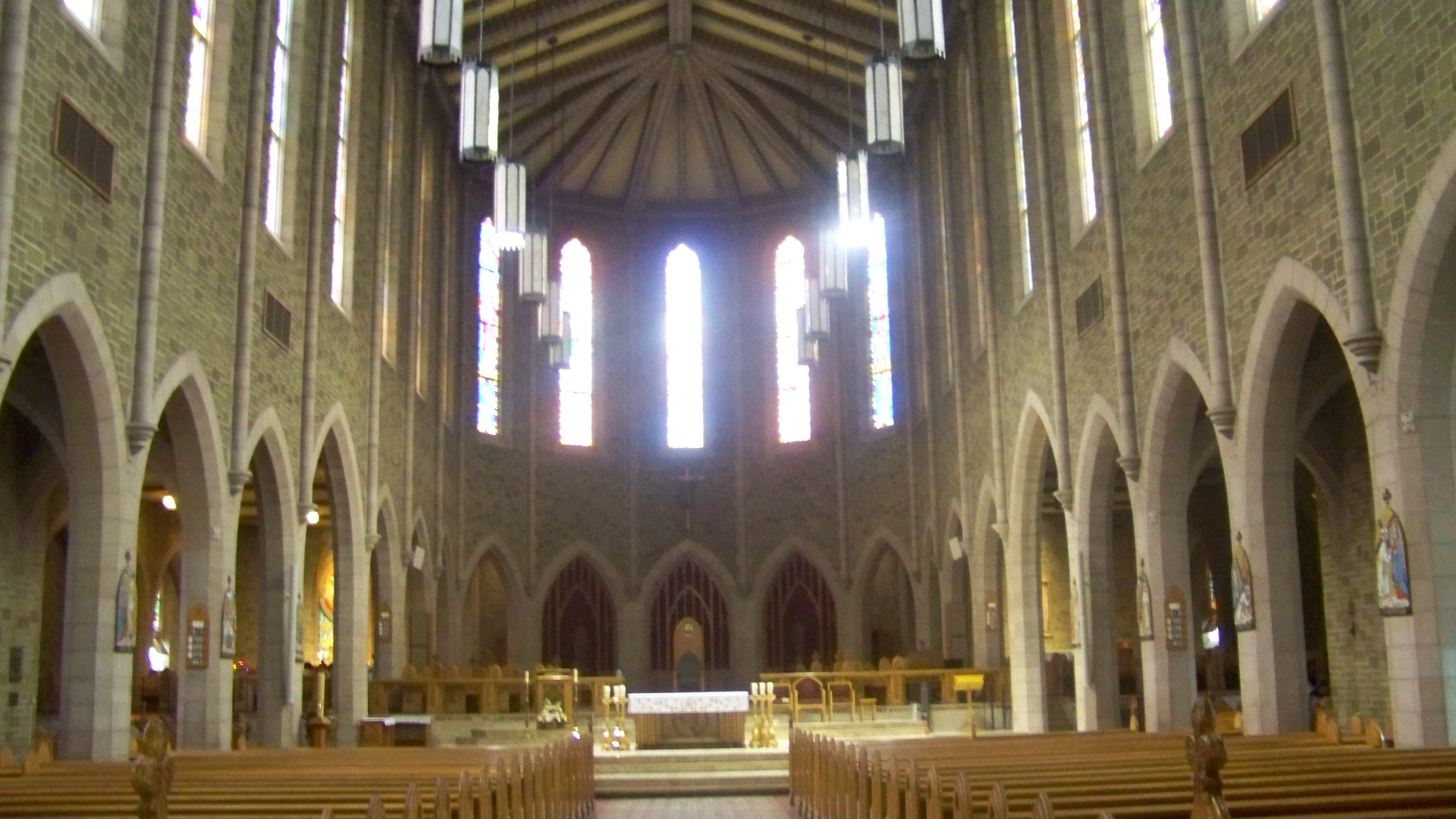
Innenansicht der Kathedrale

## Architektur
Die Kirche wurde als dreischiffige Basilika mit unbestuhlten, niedrigen Seitenschiffen und einem Querschiff errichtet. Die Verkleidung erfolgte mit Bruchstein. Die ältere Kryptakirche befindet sich unter dem Altarraum. Vor dem Eingangsbereich erstreckt sich ein Atrium, die Kirche besitzt keinen Kirchturm.

## Ausstattung
Bedeutende Teile der Kirchenausstattung sind die über 60 Bleiglasfenster, die die Zwölf Apostel, alttestamentliche Figuren und weitere Szenen aus der Bibel zeigen. Sie wurden von der Franz Mayer’schen Hofkunstanstalt in München angefertigt.
Die Orgel auf der Empore über dem Eingangsbereich mit drei Manualen und einem Pedal besitzt in 40 Registern 3154 Pfeifen und ist auf zwei Prospekte verteilt. Sie wurde ab 1961 von der Firma Casavant Frères gebaut. Nach einem Brand 1980 musste sie wegen Rauch und Wasserschäden umfangreich restauriert werden. 
Die Glockenstühle der drei Bronze-Glocken stehen, da ein Turm fehlt, seit 1990 in der Nähe des Eingangs auf dem Dach der Taufkapelle, das aus diesem Grund verstärkt werden musste.